# Thrasimund al II-lea de Spoleto
Thrasimund al II-lea sau Transamund (n. ? - d. 745), a fost duce longobard de Spoleto de la 724 la 745, deși în două rânduri a fost îndepărtat de la putere de către regele Liutprand.
Thrasimund a obținut conducerea ducatului de Spoleto ca urmare a depunerii tatălui său, Faroald al II-lea, pe care l-a trimis la mănăstire.
În 737 sau 738, Thrasimund a cucerit Gallese, rupând astfel punctul de comunicare dintre Roma și Ravenna. Papa Grigore al III-lea s-a oferit să plătească pentru retrocedarea Gallese și să încheie un tratat cu Thrasimund, care l-ar fi inclus și pe ducele de Benevento, Grigore. Regele Liutprand s-a opus încheierii acestui tratat, pe care îl considera ca fiind contrar propriilor interese și l-a atacat pe Thrasimund, considerându-l drept trădător. Regele longobarzilor a cucerit Spoleto înainte de 16 iunie 739 și l-a numit în locul lui Thrasimund pe Hilderic. Thrasimund s-a refugiat la Roma, unde Liutprand l-a supus asediului. Regele a ocupat Amelia, Orte, Bomarzo și Bieda, însă papa a continuat să refuze predarea lui Thrasimund. Grigore al III-lea chiar i-a scris lui Carol Martel, majordom al francilor, pentru a interveni împotriva lui Liutprand, însă Carol a refuzat.
În decembrie 740, Thrasimund și-a recuperat ducatul și l-a ucis pe Hilderic, având sprijinul atât al papei, cât și al ducelui de Benevento, însă nu a retrocedat orașele papale confiscate, drept pentru care alianța sa cu papa a fost ruptă. De asemenea, Liutprand nu a recunoscut recucerirea lui Thrasimund și a militat pentru depunerea acestuia pentru a doua oară. De această dată, Liutprand s-a înțeles cu succesorul lui Grigore al III-lea, papa Zaharia în 742 și, în schimbul promisiunii de a-i retroceda cele patru orașe, s-a aliat cu romanii, forțându-l pe Thrasimund să se retragă încă o dată. Thrasimund a fost capturat și închis într-o mănăstire, iar poziția de duce de Spoleto a fost preluată de Agiprand, nepotul de frate al lui Liutprand însuși. Noul duce de Benevento, Godescalc, care a preluat acel ducat fără consimțământul regal și care continua să îi acorde sprijin lui Thrasimund, a constituit noul obiect al răzbunării regelui longobard.
La moartea lui Liutprand din 744, Thrasimund a reușit să preia încă o dată puterea în Spoleto, profitând de slăbiciunile noului rege, Hildeprand, și a deținut puterea până la moarte.